# Rita Lejeune
Rita Lejeune (* 22. November 1906 in Herstal; † 18. März 2009 in Lüttich) war eine belgische Romanistin, Mediävistin und Wallonistin.

## Leben
Rita Lejeune studierte als eine der ersten Frauen Romanische Philologie bei Maurice Wilmotte in Lüttich und promovierte 1928 über Le Style dans les œuvres attribuées à Jean Renart, erwarb aber auch einen Abschluss an der Pariser Ecole pratique des hautes études mit der Arbeit Recherches sur le Roman de Guillaume de Dole, suivies d’une édition du poème (1936). Sie machte die Agrégation und war von 1937 bis 1954 Chargée de cours (Assistenzprofessorin) an der Universität Lüttich, wo sie als zweite Frau lehrte. In den frühen vierziger Jahren bildete sie sich bei Joseph Salvat (1889–1972) in Toulouse in der Okzitanistik weiter. Von 1954 bis 1977 war sie ordentliche Professorin an der Universität Lüttich. Sie war Herausgeberin der Zeitschrift Le Moyen Age sowie des Grundriss der romanischen Literaturen des Mittelalters. Volume III, Les épopées romanes, Heidelberg 1981-2005. Seit 1988 war sie ordentliches Mitglied der Académie royale de Belgique. Sie gehörte den Akademien in Barcelona und Toulouse an und war Ehrendoktorin der Universität Bordeaux.

Rita Lejeune war die Tochter des wallonischen Schriftstellers Jean Lamoureux († 1918) und Schwester des Historikers Jean Lejeune (1914–1979). Sie war verheiratet mit dem Politiker Fernand Dehousse (1906–1976), Mutter des Politikers Jean-Maurice Dehousse und der Romanistin Françoise Dehousse  und Großmutter des Politologen Renaud Dehousse (* 1960).

## Werke
- L’œuvre de Jean Renart. Contribution à l’étude du genre romanesque au Moyen Âge, Lüttich/Paris, 1935, Genf 1968
- (Hrsg.) Jean Renart. Le Roman de la Rose ou de Guillaume de DoleJean Renart. Le Roman de la Rose ou de Guillaume de Dole, Paris 1936
- (Hrsg.) Renaut [de Beaujeu]. Le Lai d'Ignaure ou Lai du prisonnier, Brüssel/Lüttich 1938
- Histoire sommaire de la Littérature Wallonne, Brüssel 1942
- Recherches sur le thème : Les chansons de geste et l’histoire, Lüttich/Paris 1948
- (zusammen mit Jacques Stiennon) La légende de Roland dans l’art du Moyen Âge, Brüssel 1966 (auch deutsch: Die Rolandssage in der mittelalterlichen Kunst, Brüssel 1966)
- (Hrsg.) Saint-Laurent de Liège. Église, abbaye et hôpital militaire. Mille ans d'histoire, Lüttich 1968
- (Hrsg. zusammen mit Jacques Stiennon) La Wallonie, le pays et les hommes. Lettres, arts, culture, 4 Bde., Brüssel 1977-1981
- Littérature et société occitanes au Moyen Âge, Lüttich 1979
- Anthologie de la poésie lyrique en wallon. Textes dialectaux traduits en français, Herstal 2004